# Stac an Armin
Stac an Armin (em gaélico escocês: Stac an Àrmainn) é uma roca localizada no arquipélago de Saint Kilda, Escócia. Tem 196 metros de altura, o que a qualifica como uma Marilyn. É a mais alta roca das Ilhas Britânicas. Stac an Armin está apenas a 400 metros a norte de Boreray e perto do Stac Lee, outro "marylin" de 172 metros de altura. 
Foi lá que em julho de 1844, o último arau-gigante visto nas ilhas britânicas foi capturado e morto. Três homens da região pegaram um único "garefowl" (um dos nomes populares da espécie em língua inglesa), mencionando suas asinhas e a grande mancha branca na cabeça. Eles o amarraram e e o mantiveram vivo por três dias, até que veio uma grande tempestade. Acreditando que o arau era uma bruxa e a causa da tempestade, mataram-no batendo com um pedaço de pau.